# مقابلة مع السيد آدم (مسلسل)
مقابلة مع السيد آدم مسلسل جريمة وتشويق سوري من بطولة غسان مسعود، محمد الأحمد، لجين إسماعيل، رنا شميس وجيانا عنيد، بدأ عرضه في 24 أبريل عام 2020م الموافق لـ1 رمضان عام 1441هـ.

## القصة
تتناول أحداث المسلسل قضايا تجارة الأعضاء البشرية وجرائم القتل.

### الحلقات
الحلقة الأولى  (24 أبريل 2020)
يكتب الدكتور أدم (غسان مسعود) تقرير للطب الشرعي عن إحدى الجرائم، ويعرف أدم بوجود مشكلة بين ابنه يوسف (لجين إسماعيل) وزوجته ديالا (رنا شميس)، ويسرع المقدم ورد (محمد الأحمد) لمعاينة موقع انتحار لميس النوري (دانا جبر) ويجد ورقة موجهة منها لزوجها (يزن السيد) تخبره أنها ليست نادمة على الهرب معه دون موافقة أهلها، ويكتشف أنها لم تنتحر ولكن قتلت.
 الحلقة الثانية  (25 أبريل 2020)
يواصل المقدم ورد محاولة كشف لغز مقتل لميس ويكتشف أن زوجها كان يلعب القمار ويشرب الخمر وأنها دخلت في علاقة حب مع مديرها سريا ويكشف أن زوجها هو القاتل، وتتسلم ديالا ملف من الشئون القانونية في شركة عالية (كارمن لبس) والدة معتصم. وتحدث جريمة قتل جديدة غامضة في مكان جبلي.
 الحلقة الثالثة  (26 أبريل 2020)
يضطر المقدم ورد لترك زوجته عتاب (جيانا عنيد) في المطعم ويسرع للمشرحة ويفحص جثة القتيلة، والطبيب يرجح أن يكون الموضوع تجارة أعضاء، وتزداد خلافات ورد مع الطبيب الشرعي بشأن تفسير الوفاة، وأدم يطلب من ريما (ضحى الدبس) الذهاب لبيتها والاستعداد لاستقبال ابنتها العائدة من الخارج، وتصل نور (منة فضالي) لسوريا وتحاول البحث عن سالي (سلمى جلال).
 الحلقة الرابعة  (27 أبريل 2020)
نور تذهب للسفارة المصرية وتبلغ عن اختفاء أختها سالي، والدكتور أدم يصطحب ريتا (تولين البكري) لتدرس للطلاب عملية الانتحار من منظور الطب النفسي، ونور تخبر معتصم (السدير مسعود) ببلاغها للسفارة، ويشعر يوسف بعدم ارتياح تجاه معتصم، وورد يطلب مساعدة أدم في جريمة مقتل الفتاة وتنكشف شخصية القتيلة ويطلب ورد مقابلة أختها نور.
 الحلقة الخامسة  (28 أبريل 2020)
ورد يطلب من ناصر (وسيم الرحبي) اصطحاب نور للتعرف على جثة أختها في المستشفى وتتعرف بالفعل على جثة أختها، وآدم يصل فجأة للمستشفى ويشرح جثة سالي ويكشف أن استئصال الأعضاء تم بعد الوفاة، ونور تخبر ناصر عن علاقة سالي بمعتصم وورد يحقق مع معتصم ومع عالية وموظفي الشركة وتحاول عالية وديالا منعه.
 الحلقة السادسة  (29 أبريل 2020)
ديالا تخبر يوسف بجريمة قتل سالي والتحقيق مع عالية ومعتصم، وورد ينتظر تقرير الدكتور آدم، ونور تصاب بانهيار عصبي، وديالا تطلب من معتصم أن يكون حذرا في التعامل مع نور، وورد يعرف من آدم أن القتيلة كانت حامل في شهرها الثالث، وتنزعج ديالا وتخبر معتصم أن أدم اكتشف بحمل القتيلة سالي.
 الحلقة السابعة  (30 أبريل 2020)
تظهر ديالا ارتباكا أمام يوسف وتستعطفه ليقوم بمساعدتها في تبديل تقرير الدكتور آدم المرسل إلى المقدم ورد، يكون أحد مساعدي المقدم ورد هو العميل، يتفاجئ ورد بعدم ذكر الحمل في التقرير، يتلقى آدم اتصال مجهول الرقم يخبره باختطاف ابنته ويطلب منه إن سُئل عن الحمل أن يقول هذا التقرير المسلم هو الصحيح وذلك ليحافظ على ابنته الضغيرة المختطفة.
 الحلقة الثامنة  (01 مايو 2020)
ورد يحاول انتزاع اعتراف من معتصم الذي ينفي علاقته بالجريمة، وديالا تطلب من يوسف مساعدتها لتغير تقرير الطب الشرعي لوالده وحذف منه أن سالي كانت حامل، ويدخل يوسف مكتب والده ويغير في التقرير ويطبع نسخة ومساعد ورد يستبدل التقرير بالتقرير المزيف، وتخطف حياة (حياة مارديني) ابنة آدم ويتم تهديده.
 الحلقة التاسعة  (02 مايو 2020)
ديالا تخبر معتصم أن آدم غير أقواله خوفًا على حياة، ويوسف يلوم ديالا على خطف حياة ويهدد بالانتقام من معتصم، وورد يقابل آدم ويحاول معرفة سبب تغير التقرير وآدم يقول أنه كان مخطئًا وسالي لم تكن حامل، ومعتصم يحاول إنكار علاقته بالجريمة، والعميد عمار (أكرم الحلبي) يستدعي آدم للتحقيق.
 الحلقة العاشرة  (03 مايو 2020)
أدم يصل للتحقيق ويقرر أنه أخطأ في فحص الجثة وأن سالي لم تكن حامل كما كان يظن، ويوسف يذهب لمعتصم منفعلا ويطلب إطلاق سراح حياة، وورد يشك أن أدم عدل رأيه لسبب مجهول، وأدم يتهم مصطفى بتغير التقرير ومصطفى (مصطفى المصطفى) يبكي وينكر علاقته بالموضوع وتثور شكوك أدم حول ابنه يوسف والضابط عاصم (كرم الشعراني).
 الحلقة الحادية عشر  (04 مايو 2020)
معتصم يكشف تلاعب وسرقة من بعض الشركة وديالا تهدد مسؤولي الاستيراد والتصدير، وورد يسأل سماح (يارا قاسم) عن علاقتها بسالي، وعالية ترفض تواجد ورد في الشركة، وورد يستعين بطبيب شرعي مفصول ويعرض عليه تقرير أدم ويطلب منه مساعدته لمعرفة ما يخفيه أدم، وتزداد شكوك أدم في يوسف ومصطفى، والعصابة تقرر إعادة حياة لأدم.

## انتقادات
أدعت صحيفة الغارديان البريطانية في مقال لها أن مخرج المسلسل استخدم صورة حقيقية لفتاة «قتلت في معتقلات النظام» حسب زعمها من أجل تمثيل صورة الشخصية سالي، فيما نفى المخرج فادي سليم هذا الإدعاء الضحية واصفا إياه بأنه عملية واضحة لاستهداف سورية عبر التصويب على الدراما من خلال التضليل الإعلامي المستمر، وقال أن الضحية لعبت دورها الممثلة التونسية سلمى جلال والتي أكدت بدورها في مقابلة مع التلفزيون السوري أنها خضعت لأعمال المكياج من قبل الماكيير أحمد حيدر وتم تصوير وجهها واستخدام الصورة في المسلسل، كما أكد مخرج العمل في لقاء معه أن مكياج تشريح الجثة تم تنفيذه لفتاة سورية «دوبلير» تم الاستعانة بها لتمثيل المشهد الذي صور في مشرحة مشفى المواساة الجامعي بدمشق، وقد ظهرت الفتاة بدورها (تدعى خديجة) على شاشة التلفزيون السوري.

## الشخصيات
| اسم الممثل    | الدور    |
| ------------- | -------- |
| غسان مسعود    | آدم      |
| محمد الأحمد   | ورد      |
| لجين إسماعيل  | يوسف     |
| رنا شميس      | ديالا    |
| جيانا عنيد    | عتاب     |
| وسيم الرحبي   | ناصر     |
| كرم الشعراني  | عاصم     |
| كارمن لبس     | عالية    |
| السدير مسعود  | معتصم    |
| تولين البكري  | ريتا     |
| مصطفى المصطفى | مصطفى    |
| شادي الصفدي   | جبران    |
| ضحى الدبس     | ريما     |
| منة فضالي     | نور      |
| يارا قاسم     | سماح     |
| سلمى جلال     | سالي     |
| أكرم الحلبي   | عمار     |
| سوزانا الوز   | رهام     |
| علي صطوف      | نزار     |
| كفاح الخوص    | رامي     |
| حسين عباس     | أبو جبري |

## قنوات العرض
سوريا
- تلفزيون لنا
- تلفزيون سما
- سوريا دراما

 الإمارات
- قناة أبوظبي

 العراق
- قناة الشرقية